# Jérôme Rothen
Jérôme Rothen (født 31. marts 1978 i Paris, Frankrig) er en tidligere fransk fodboldspiller. Han spillede bl.a. i Monaco, hvor Rothen i 2004 var med til at spille sig i finalen i Champions League, som klubben dog tabte klart til portugisiske FC Porto. Med Paris SG er hans største triumf sejren i pokalturneringen Coupe de France i 2006.
Rothen har desuden spillet for Frankrigs fodboldlandshold, som han blandt andet vandt Confederations Cup med i 2001, og repræsenterede ved EM i 2004. 

## Resultater
Confederations Cup
- 2001 med Frankrig

Coupe de France
- 2006 med Paris SG